# Lucien den Arend
Pour les articles homonymes, voir Arend.
Lucien den Arend est un sculpteur néerlandais, né à Dordrecht aux Pays-Bas, le 15 décembre 1943. Il vit depuis 2003 en Finlande.
Après des études artistiques à l'université d'État de Californie à Long Beach en Californie, il poursuit ses études à Tilbourg, aux Pays-Bas et à l'Académie des beaux-arts de Rotterdam. Il est membre de plusieurs associations artistiques, notamment la Maatschappij Arti et Amicitiae d'Amsterdam, de la Pictura à Dordrecht et de l'association finnoise de sculpteurs Suomen Kuvanveistäjäliitto d'Helsinki.
Lucien den Arend travaille principalement comme sculpteur depuis la fin des années 1960. Il réalise plusieurs œuvres incluant la sculpture dans l'environnement urbain et paysager et en utilisant des techniques diverses et des matériaux variés, tels la pierre, l'acier, la terre, l'eau ou les plantes. Lucien den Arend réalisa par exemple une section de digue, un pont et des alignements parallèles de peupliers dans les environs de Dirksland et Middelharnis dans la province de Hollande-Méridionale aux Pays-Bas. Parmi ses nombreuses œuvres on peut citer une construction en acier inoxydable placée à Kemijärvi (Finlande) au-dessus du cercle polaire en 1990.
Lucien den Arend n'est limité ni dans les techniques ni dans les thèmes. Ses œuvres se composent d'œuvres déplaçables et d'œuvres fixes. La sculpture de la place Marconi à Rotterdam réalisée entre 1983 et 1987 est un exemple de ses sculptures monumentales. Ses œuvres sont réparties dans cinquante-cinq villes des Pays-Bas et de Finlande.

## Galerie de photos

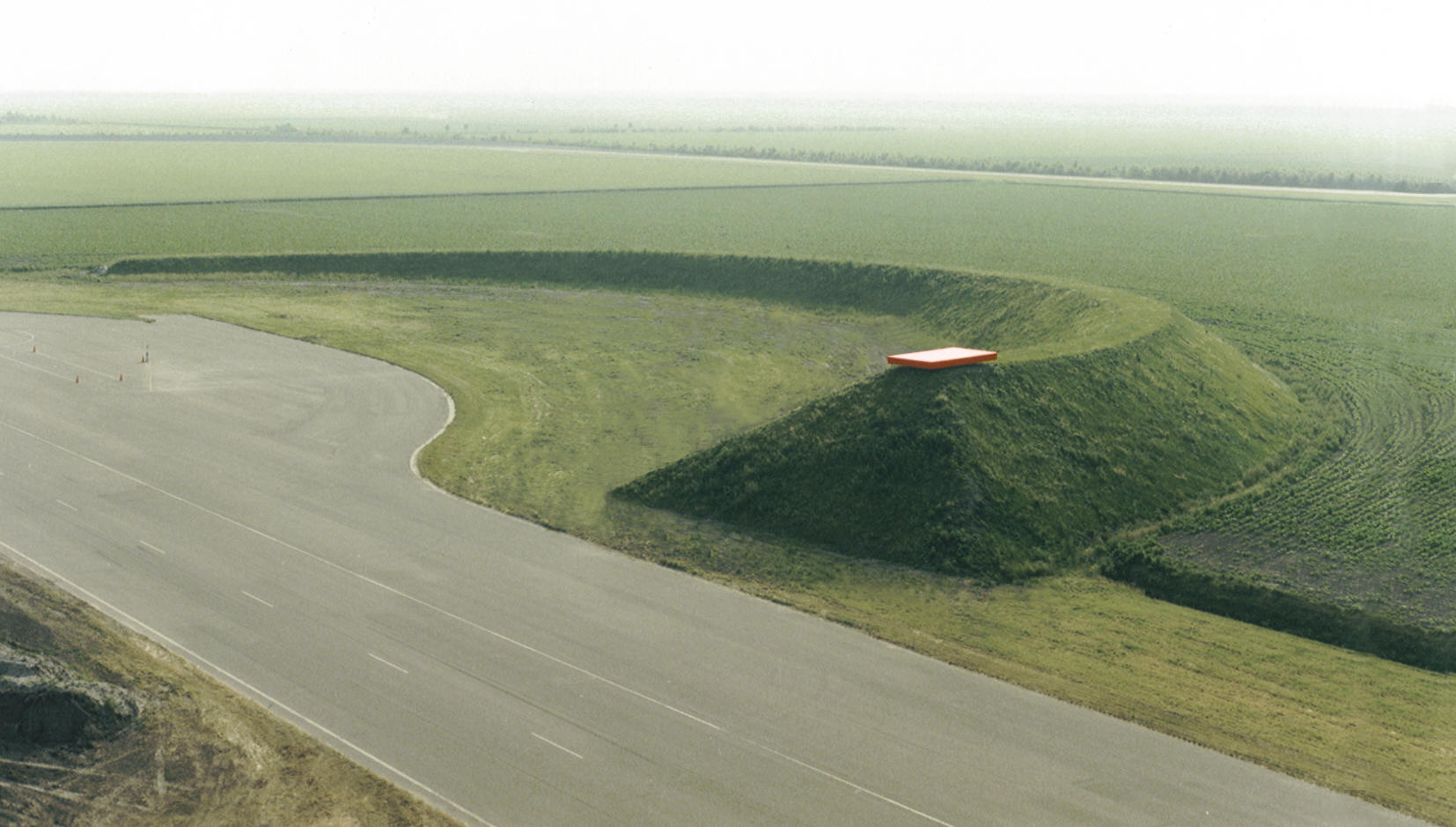
Un Land art de Lucien den Arend à Lelystad
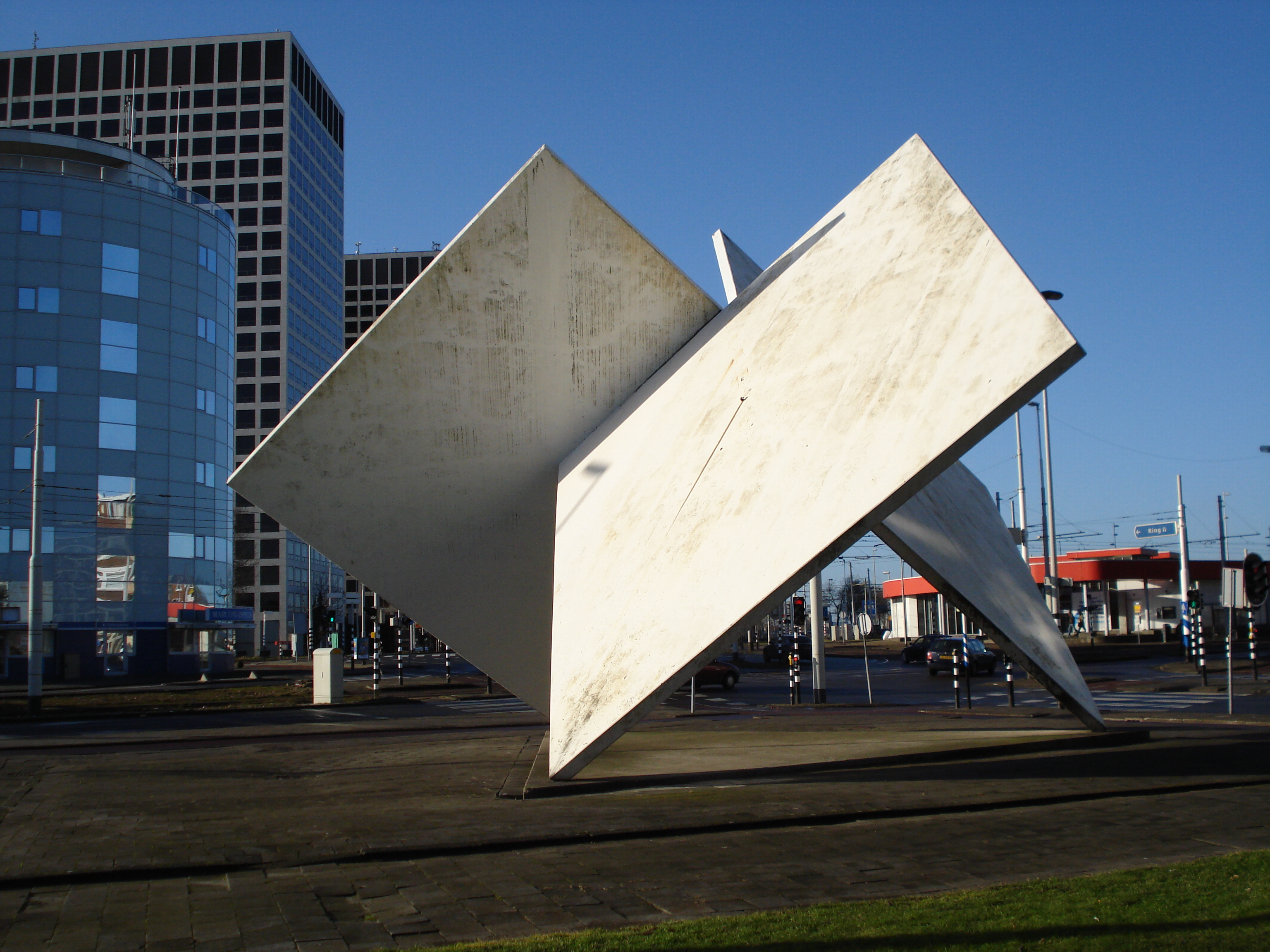
Place Marconi à Rotterdam
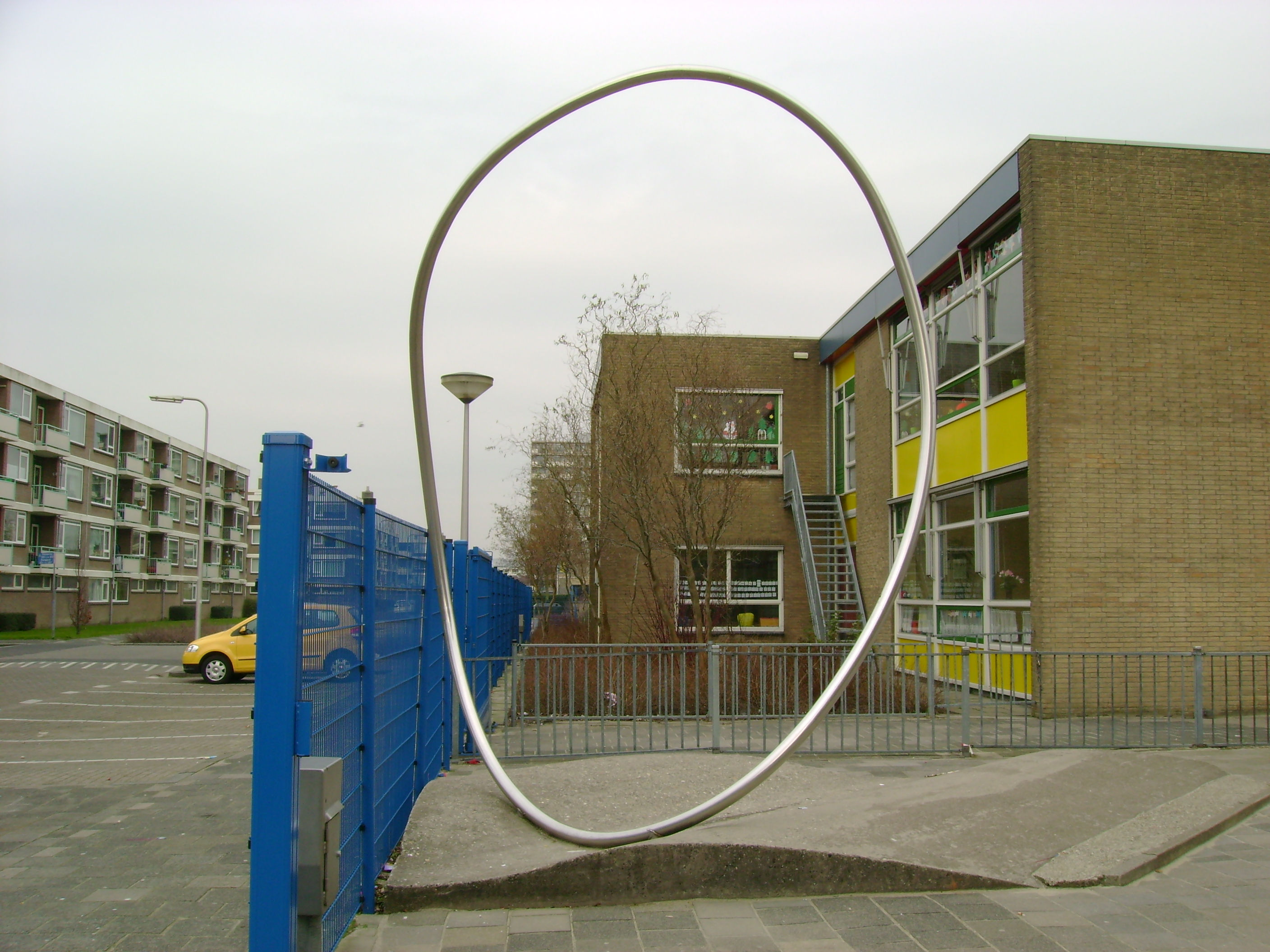
Sculpture Loop à Capelle aan den IJssel